# George Ellery Hale
George Ellery Hale, ameriški astronom, * 29. junij 1868, Chicago, Illinois, ZDA, † 21. februar 1938, Pasadena, Kalifornija, ZDA.
Leta 1908 je prvi odkril magnetna polja sil v Sončevih pegah in spoznal njihovo pomembnost, bil je odličen teoretik, leta 1889 je sestavil tudi prvi spektroheliograf. Postavitev takrat največjega enozrcalnega optičnega daljnogleda na svetu, 5080-milimetrskega zrcalnega daljnogleda na Observatoriju Mt. Palomarju pa je verjetno njegovo največje delo.

## Življenje in delo

### Zgodnja leta
Študiral je na MIT. Oče mu je še med študijem priskrbel zelo dobro opremljen zasebni Kenwoodov observatorij v bližini Chicaga in tu je Hale naredil svoja prva odkritja, predvsem v zvezi s Soncem. Želel si je še večji daljnogled in začel načrtovati nov observatorij. Prepričal je bogatega poslovneža Yerksa iz Chicaga, da mu je dal denar za 1020-milimetrski refraktor. Observatorij Yerkes v Williams Bayu v Wisconsinu so odprli leta 1879 in Hale je postal njegov predstojnik. Refraktor je postal takojšnji hit, z njim opazujejo še danes.
Leta 1892 je postal pridruženi profesor astrofizike na Univerzi v Chicagu. Leta 1895 je organiziral Yerkesov observatorij in ostal njegov predstojnik do leta 1904. Njegov življenjski moto je bil »več svetlobe«. Ugotovil je, da je prihodnost astronomije v velikih zrcalnih daljnogledih. Leče so podprte na robu in če so pretežke, se zaradi lastne teže deformirajo in postanejo neuporabne. Zrcala so lahko podprta zadaj, zato je veliko lažje narediti veliko zrcalo kot veliko lečo. Hale je znal prepričati milijonarje, da so denarno podprli njegove zamisli. Johna D. Hookerja iz Los Angelesa je prepričal, da je financiral nov observatorij, opremljen s takrat največjim, 1520-milimetrskim zrcalnim daljnogledom. Observatorij so zgradili na gori Mt. Wilson nad Los Angelesom, kjer so bili že postavljeni posebni daljnogledi za opazovanje Sonca. Leta 1904 je postal njegov predstojnik in na tem mestu ostal do leta 1923.

### Poznejše obdobje
Leta 1917 so dokončali 2540 mm zrcalni daljnogled, s katerim je Hubble odkril, da so zvezdne meglice v resnici samostojne galaksije, daleč stran od naše. Začel je graditi 5080-milimetrski zrcalni daljnogled na Mt. Palomarju blizi San Diega v Kaliforniji. Zaradi pomanjkanja denarja se je gradnja zavlekla in Hale ni doživel dokončanja observatorija. Observatorij na gori Palomar je začel z delom šele 10 let po njegovi smrti, leta 1948, daljnogled pa so njemu v čast imenovali Haleov daljnogled. Astronomom je omogočil pogled v globine vesolja kot še nikoli poprej. Še danes obstaja le peščica večjih daljnogledov.
Še naprej je proučeval Sonce, saj je menil, da moramo o Soncu vedeti vse, če hočemo vedeti več o zvezdah. Bil je eden od ustanoviteljev Mednarodne astronomske zveze (IAU-IUA). Zaradi svoje zanesenosti, potrpežljivosti in prijaznosti je bil Hale idealen organizator. Nikoli ni zamudil nobene priložnosti. Anekdota pripoveduje, da je na neki zabavi hotel navezati stik z bogatim industrialcem. Ko je Hale opazil, da on in njegova »žrtev« ne sedita za isto mizo, je mirno zamenjal mesto, tako da je sedel zraven milijonarja. Še preden je bilo konec večerje, je že tekel pogovor o novem velikanskem daljnogledu.

## Priznanja

### Nagrade
Leta 1904 je za svoje delo na področju astrofizike prejel medaljo Henryja Draperja. Istega leta je prejel zlato medaljo Kraljeve astronomske družbe (RAS).
Leta 1916 je prejel medaljo Bruceove in leta 1932 za svoje znanstvene dosežke Copleyjevo medaljo Kraljeve družbe iz Londona.

### Poimenovanja
Po njem so imenovali asteroid 1024 Hale in kraterja na Luni (Hale) in Marsu (Hale).
Od leta 1978 Odsek za solarno fiziko Ameriškega astronomskega društva (AAS/SPD) podeljuje Nagrado Georgea Elleyja Halea.